# 青木節子
青木 節子（あおき せつこ、1959年 - ）は、日本の国際法学者。慶應義塾大学法務研究科教授。専門は国際法・宇宙法。東京都出身。東京学芸大学教育学部附属高等学校卒。宇宙政策委員会委員を務め、日本の宇宙法の第一人者とされる。

## 来歴
- 1983年3月：慶應義塾大学法学部法律学科卒業[2]
- 1985年3月：慶應義塾大学大学院法学研究科修士課程修了[2]
- 1990年12月：マッギル大学法学部附属航空・宇宙法研究所博士課程修了[3]
- 1993年6月：D.C.L取得

## 経歴
- 1995年10月：1999年3月：防衛大学校助教授
- 1999年4月：慶應義塾大学総合政策学部助教授
- 2000年10月：慶応義塾大学大学院政策・メディア研究科委員
- 2001年4月：慶応義塾大学総合政策学部運営委員
- 2004年4月：慶応義塾大学総合政策学部教授
- 2012年：内閣府宇宙政策委員会委員
- 2016年：慶応義塾大学大学院法務研究科教授
- 2021年：国連宇宙空間平和利用委員会法律小委員会委員長[4]
- 2021年：経済安全保障有識者会議座長[5]

## 所属団体
- 宇宙政策委員会委員（宇宙法制小委員会座長、宇宙安全保障部会会長、宇宙航空研究開発機構分科会会長）
- 外務省の核軍縮の実質的な進展のための賢人会議委員[6]。
- 日本国際フォーラム研究員[7]

## 受賞
- 1997年12月：防衛大学校 山嵜賞
- 2004年6月28日：国内学会賞リーゼ賞「宇宙の商業利用に関する1998年以降の論文に対して」（日本空法学会）
- 2006年11月：慶應義塾大学 慶應義塾賞
- 2007年12月：国際安全保障学会 最優秀出版賞[8]
- 2025年4月：紫綬褒章[9]

## 著作
- 1997年9月：ふだん着のモントリオール案内 青木 節子 東京都 晶文社
- 1999年3月：国際機構入門 横田洋三, 志村尚子, 青木節子, 滝澤美佐子, 丸山珠里, 二宮正人, 船尾章子, 太田育子（担当範囲:53-85） 国際書院
- 1999年5月30日：解説宇宙法資料集（担当範囲:84-98, 308-312, 399-404） 慶應義塾大学出版会（出版時は慶應通信）（ISBN 4766406060）
- 1999年11月：軍縮問題入門 黒澤満, 堀江訓, 城忠彰, 浅田正彦, 杉島正秋, 神余隆博, 青木節子（担当:共著, 範囲:177-197） 東信堂
- 2000年4月：The Utilization of the World's Air Space and Free Outer Space in the 21st Century Chia-Jui Cheng(Edt, Doo Hwankim, Nandasara Jasentuliyana, Sung Hwan Shin, H.P.van Fenema, A.M. Balsano, Bin Cheng, Michael Milde, Toshio Kosuge, Kunihiko Tatsuzawa, Setsuko Aoki（担当範囲:381-408） Kluwer Law International
- 2001年11月：日本と国際法の100年・第2巻・陸・空・宇宙 奥脇直也, 櫻井利江, 林司宣, 川崎孝子, 長田祐卓, 山本条太, 中村恵, 龍澤邦彦, 青木節子, 大森正仁（担当:共著, 範囲:243-269）三省堂
- 2002年5月：商用衛星運用をめぐる法規制 KDDIエンジニアリング・アンド・コンサルティング
- 2002年7月：中国の核・ミサイル・宇宙戦力 茅原郁生, 江畑謙介, 大西康雄, 飯塚央子, 間山克彦, 小川伸一, 榊純一, 布部剛, 鈴木祐二, 稗田浩雄, 光盛史郎, 新治毅, 青木節子（担当範囲:403-421） 蒼蒼社
- 2003年10月：総合政策学の最先端第１巻 市場・リスク・持続可能性（担当範囲:329-418）東京、慶應出版
- 2004年6月：グローバル時代の感染症（担当範囲:45-81） 東京：慶應出版（ISBN 4766410483）
- 2004年7月23日：大量破壊兵器の軍縮論（担当範囲:301-325）東京：信山社（ISBN 4797233346）
- 2005年9月20日：軍縮問題入門（新版）（担当範囲:197-217） 東信堂（ISBN 4887136331）
- 2006年8月4日：国家としての宇宙戦略論（担当範囲:219-258）誠文堂新光社（ISBN 4416806361）
- 2006年11月10日：日本の宇宙戦略 青木 節子 慶應義塾大学出版会（ISBN 4766413180）
- 2007年7月20日：アジアの安全保障2007-2008（担当範囲:256-265） 朝雲新聞社（ISBN 9784750940298）
- 2008年3月15日：核軍縮不拡散の法と政治（担当範囲:369-394） 信山社（ISBN 9784797291766）
- 2009年4月27日：エッセンシャル実定法学（担当範囲:262-263） 芦書房（ISBN 9784755612220）
- 2009年7月17日：アジアの安全保障 2009-2010（担当範囲:276-286） 朝雲新聞社（ISBN 9784750940311）
- 2010年3月1日：国際法基本判例50（担当範囲:66-69） 三省堂（ISBN 9784385323268）
- 2010年5月25日：環境と法（担当範囲:3-32） 三和書籍（ISBN 9784862510839）
- 2010年7月3日：日米同盟再考（担当範囲:196-197） 安全保障研究所（ISBN 9784750510071）
- 2010年7月29日：アジアの安全保障2010-2011 青木 節子（担当範囲:256-266） 朝雲新聞社（ISBN 9784750940328）
- 2011年3月30日 テキスト国際環境法（担当範囲:270-294） 有信堂
- 2011年8月10日：アジアの安全保障2011-2012（担当範囲:256-267） 朝雲新聞社（ISBN 9784750940335）
- 2011年9月：21世紀の国際法 多極化する世界の法と力（担当範囲:61-77）日本評論社（ISBN 9784535517233）
- 2012年2月：Soft Law in Outer Space（担当範囲:57-85） Böhlau（ISBN 9783205787976）
- 2012年10月20日：軍縮問題入門（第4版）（担当範囲:第9章 南極・宇宙・海底での規制 235-256頁。） 東信堂
- 2015年1月25日：『宇宙ビジネスのための宇宙法入門』青木 節子, 小塚荘一郎, 佐藤雅彦編著（担当:共著, 範囲:27-100） 有斐閣（ISBN 9784641125728）
- 2015年4月20日：Cologne Commentary on Space Law, vol. III（担当範囲:503-535）Carl Heymanns Verlag（ISBN 9783452272133）
- 2015年8月14日：なぜ、人は宇宙をめざすのか（担当範囲:第5章第3節 210-230 頁） 誠文堂新光社（ISBN 9784416115244）
- 2016年11月1日：NIDS International Symposium on Security Affairs 2015 Space Security: Trends and Challenges 青木 節子 The National Institute for Defense Studies, Ministry of Defense（ISBN 9784864820448）
- 2016年11月1日：平成27年度 安全保障国際シンポジウム 宇宙安全保障－諸外国の動向と日本の取組み 青木 節子 防衛省防衛研究所（ISBN 9784864820431）
- Routledge Handbook of Space Law 青木 節子 Routledge 2017年1月1日（ISBN 9781138807716）
- 2017年10月10日：『科学技術のフロントランナーが今挑戦していること サイエンスとアートのフロンティア』（川口純一郞監修）（担当範囲:第７章「宇宙は資源の宝庫である 宇宙大航海時代の幕開け」（川口淳一郎、青木節子、宮本英昭）157-184頁） 秀和システム（ISBN 9784798052571）
- 2018年9月1日：Theory and Practice of Export Control: Balancing International Security and International Economic Relations 青木 節子 Springer（ISBN 9789811059599）
- 2018年9月30日：現代国際関係学叢書 第２巻 軍縮・軍備管理 青木 節子, 山本武彦, 庄司真理子編 志學社（ISBN 9784904180792）
- 2019年3月25日：軍縮・不拡散の諸相 日本軍縮学会編 信山社（ISBN 9784797287578）
- 2019年7月30日：アジアの安全保障2019-2020 平和, 安全保障研究所編 朝雲新聞社（ISBN 9784750940410）
- 2021年3月17日：中国が宇宙を支配する日 宇宙安保の現代史 新潮新書（ISBN 9784106108983）